# R.I.O.
R.I.O. — немецкая группа танцевальной музыки. Её членами являются Мануэль Ройтер (нем. Manuel Reuter) (также известный как DJ Manian), Янн Пайфер (нем. Yann Peifer) (также известный как Yanou) и, до 2012 года, Нил Дайер (нем. Neal Dyer) (также известный как Tony T). Их наиболее известной композицией является «Turn This Club Around» достигшей Top 5 в чартах Германии и Австрии и #1 в чартах Швейцарии.

## История

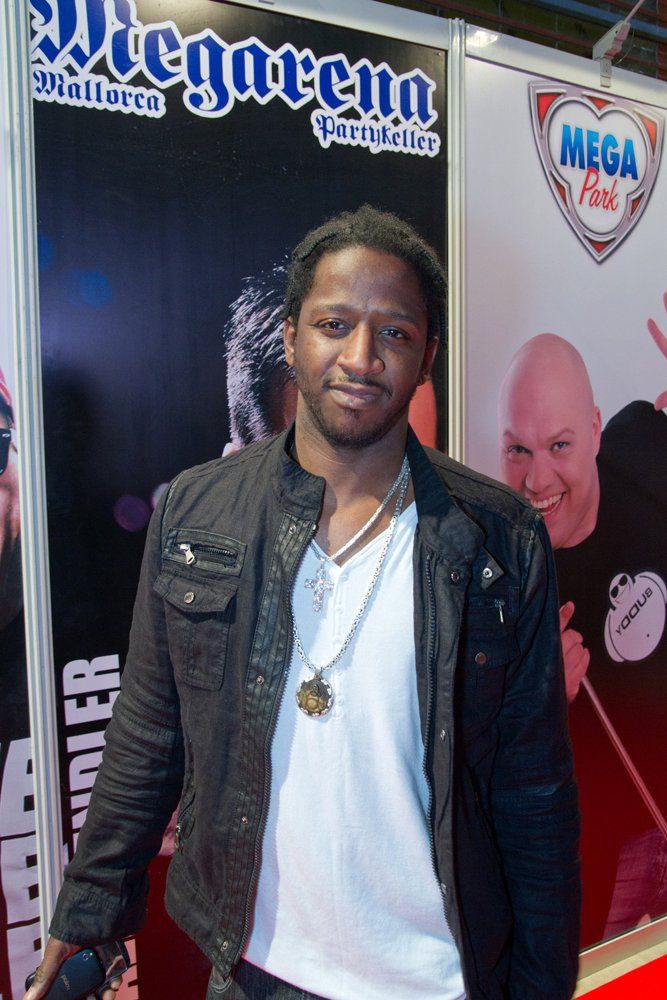
Tony T, The singer of R.I.O. from 2008 til 2012

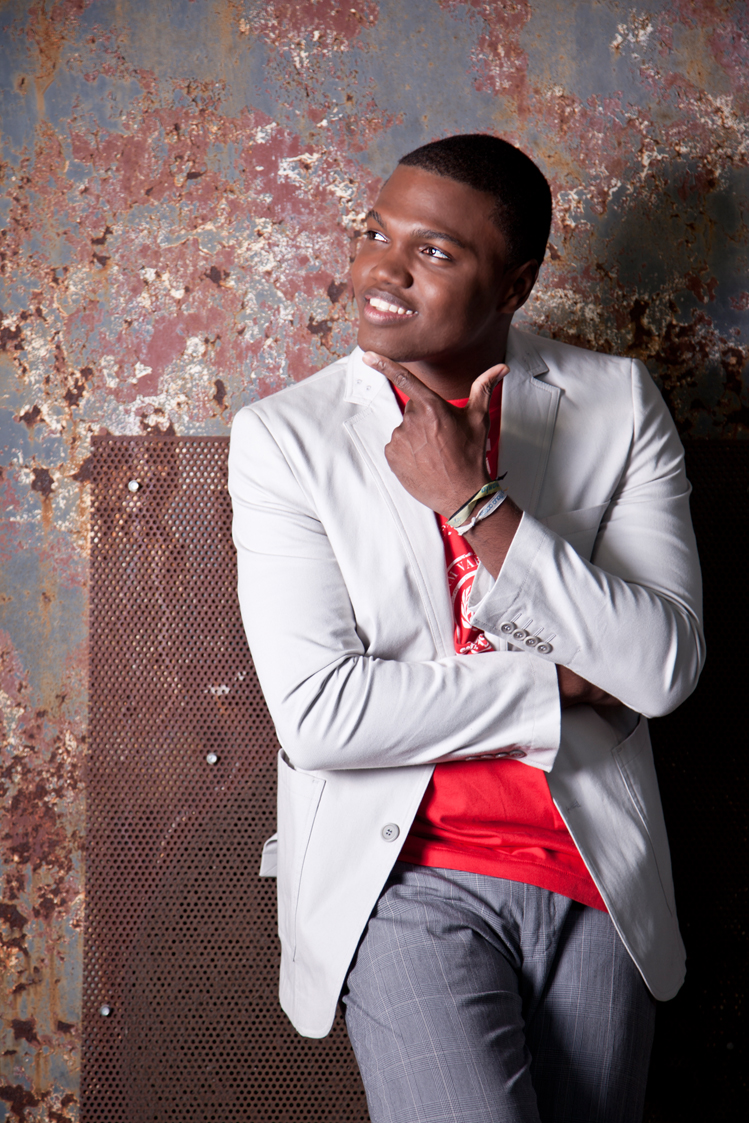
U-Jean, the face of R.I.O. on their Live-Tours

### Начало и первый успех
Продюсеры группы Cascada — DJ Manian и Yanou основали R.I.O. в 2007. Их первый сингл «De Janeiro», являлся кавером известной песни «Samba de Janeiro» бразильской группы Беллини. После того, как композиция неожиданно стала международным клубным хитом, Manian и Yanou начали поиски талантливого певца, для позиционирования его как лица проекта R.I.O., и Tony T устроил обоих. В 2008, практически одновременно вышли «Shine On» и «When the Sun Comes Down», написанные в сотрудничестве с писателем и продюсером Андресом Баллинасом (англ. Andres Ballinas), который присоединился к проекту. Обе песни быстро стали радио и клубными гимнами и моментально попали в чарты. Особенно это относится к «Shine On», попавшей в Top 20 большинства европейских стран, а на юге Европы, в Нидерландах и на среднем востоке (напр. в Дубай и Израиле) даже возглавляла их. Видео на композицию «Shine On» набрало более тринадцати миллионов просмотров на YouTube.

### 2009—2011: Shine On (The Album) & Sunshine
В 2009 команда продюсеров, годами работавших с множеством исполнителей, была выдвинута на приз «World Music Awards». В мае 2009, R.I.O. выпустила «After the Love» — композицию пропитанную духом лета и получившую свою ритмическую структуру в наследство от Пачанги. За ней последовала песня «Serenade», выпущенная в конце лета 2009 года. По прошествии определенного времени и накоплению опыта команда продюсеров, наконец, смогла сделать из своего обычного регги-хаус стиля что-то новое. Последовавшие за этим композиции «Hot Girl» (июнь 2010), «Like I Love You» (январь 2011) и «Miss Sunshine» (июнь 2011) были записаны с влиянием новых веяний стиля танц-поп. Особенно ужасающий радио- и клубный успех получили «Like I Love You» и «Miss Sunshine», что очень благотворно повлияло на международную репутацию R.I.O..

### 2012—2013: Turn This Club Around & Ready or Not
В сентябре R.I.O. выпустила композицию «Turn This Club Around», в мгновение ока попавшую на iTunes в Германии, и влетевшую в официальные чарты Top 3 в Германии, Австрии и Швейцарии, а также в Top 40 в Англии. В этой композиции так же дебютировал новый основной певец R.I.O. — американский исполнитель и автор песен U-Jean (Алекс Хатсон (англ. Alex Hutson) из Атланты). Он так же спел для R.I.O. в новой композиции «Animal». Песня, впрочем не стала столько же популярной как «Turn This Club Aroud» но смогла подняться в чартах достаточно высоко.
Tony T покинул группу в начале 2012. Однако следующий сингл «Party Shaker», был записан не с U-Jean, а с американским певцом Nicco. В Германии, Австрии, Швейцарии и Нидерландах композиция стала большим хитом. Равно как и одна из самых успешных песен 2012 года — «Summer Jam», которой удалось пробиться на второе место в Австрии и Швейцарии и на седьмое в Германии.
Первым синглом в 2013 стал «Living in Stereo». Его спел Говард Гласфорд (англ. Howard Glasford), более известный по синглу Шакиры «Un poco de amor». Выпущенный в марте 2013, он добрался до 70-й позиции в Германии, 32-й в Швейцарии и 41-й в Австрии.
10 мая 2013 R.I.O. выпустила сингл и одноимённый с ним альбом «Ready or Not», получивший огромный успех. Альбом попал на 4 место в чарте Швейцарии, 26 в Австрии и 47 в Германии. Сингл взлетел до 54-го места в Германии и 40 в Австрии.

### 2014-2015: Сингл "One in a Million" и спад популярности
4 июля 2014 г. R.I.O. и U-Jean выпустили трек "One in a Million", основанный в стиле "Big room". Сингл попал в чарты Германии, Австрии и Швейцарии.
Осенью R.I.O и U-Jean выпустили "Cheers to the Club". Предполагалось, что это будет сольный сингл U-Jean, но они решили выпустить его как совместный сингл. Коммерческий хаус-трек не попал в чарты.

### 2017: Возвращение с синглом "Headlong"
16 марта 2017 года их студия звукозаписи Kontor Records подтвердила, что дуэт перезапустится. Через день представили песню "Headlong". Вскоре был выпущен второй сингл с камбэка под названием "The Sign" с участием Vengaboys.

## Дискография

### Студийные альбомы
| Shine On (The Album)                                                            | - Релиз: 19 февраля 2010 - Лейбл: Zooland Records - Форматы: CD, цифровая дистрибуция | —  | —  | —  |
| Sunshine                                                                        | - Релиз: 13 мая 2011 - Лейбл: Zoo Digital - Форматы: CD, цифровая дистрибуция         | —  | —  | 49 |
| Turn This Club Around                                                           | - Релиз: 2 декабря 2011 - Лейбл: Kontor Records - Форматы: CD, цифровая дистрибуция   | 66 | 28 | 29 |
| Ready or Not                                                                    | - Релиз: 10 мая 2013 - Лейбл: Kontor Records - Форматы: CD, цифровая дистрибуция      | 47 | 26 | 4  |
| «—» означает, что в этих странах не выпускалось, или не смогло попасть в чарты. |                                                                                       |    |    |    |

### Сборные альбомы
| Title         | Details                                                                             | Peak chart positions | Peak chart positions | Peak chart positions |
| Title         | Details                                                                             | GER                  | AUT                  | SWI                  |
| ------------- | ----------------------------------------------------------------------------------- | -------------------- | -------------------- | -------------------- |
| Greatest Hits | - Релиз: 20 июля 2012 - Лейбл: Spinnin′ Records - Форматы: CD, цифровая дистрибуция | —                    | —                    | —                    |

## Синглы

### В роли основного исполнителя
| 2007                                                                            | «De Janeiro»                                         | —  | —  | —   | 14 | — | —  | —  | —  | Shine On (The Album)                     |
| 2008                                                                            | «Shine On»                                           | 25 | 21 | 8   | 43 | — | 10 | 17 | —  | Shine On (The Album)                     |
| 2008                                                                            | «When the Sun Comes Down»                            | 63 | 54 | —   | 22 | — | —  | 62 | —  | Shine On (The Album)                     |
| 2009                                                                            | «After the Love»                                     | 65 | 41 | —   | 66 | — | —  | —  | —  | Shine On (The Album)                     |
| 2009                                                                            | «Serenade»                                           | 97 | —  | —   | —  | — | —  | —  | —  | Shine On (The Album)                     |
| 2010                                                                            | «Something About You / Watching You» (feat. Liz Kay) | —  | —  | —   | —  | — | —  | —  | —  | Shine On (The Album)                     |
| 2010                                                                            | «One Heart»                                          | —  | —  | —   | 68 | — | —  | —  | —  | Shine On (The Album)                     |
| 2010                                                                            | «Hot Girl»                                           | —  | —  | —   | 90 | — | —  | —  | —  | Sunshine                                 |
| 2011                                                                            | «Like I Love You»                                    | 31 | 35 | —   | 29 | — | —  | 28 | —  | Sunshine                                 |
| 2011                                                                            | «Miss Sunshine»                                      | 50 | 44 | —   | 54 | — | —  | 43 | —  | Sunshine                                 |
| 2011                                                                            | «One More Night»                                     | —  | —  | —   | —  | — | —  | —  | —  | Неальбомный сингл                        |
| 2011                                                                            | «Turn This Club Around» (feat. U-Jean)               | 3  | 5  | 96  | 43 | — | —  | 1  | 36 | Turn This Club Around & (Deluxe Edition) |
| 2011                                                                            | «Animal» (feat. U-Jean)                              | 48 | 33 | 111 | 47 | — | —  | 51 | —  | Turn This Club Around & (Deluxe Edition) |
| 2012                                                                            | «Party Shaker» (feat. Nicco)                         | 10 | 10 | 5   | 29 | 8 | —  | 6  | —  | Turn This Club Around & (Deluxe Edition) |
| 2012                                                                            | «Summer Jam» (feat. U-Jean)                          | 7  | 2  | 39  | —  | — | —  | 2  | —  | Turn This Club Around & (Deluxe Edition) |
| 2013                                                                            | «Living in Stereo»                                   | 70 | 41 | —   | —  | — | —  | 32 | —  | Ready or Not                             |
| 2013                                                                            | «Ready or Not» (feat. U-Jean)                        | 54 | 40 | —   | —  | — | —  | 64 | —  | Ready or Not                             |
| 2013                                                                            | «Megamix»                                            | 19 | 19 | —   | —  | — | —  | —  | —  | Неальбомный сингл                        |
| «—» означает, что в этих странах не выпускалось, или не смогло попасть в чарты. |                                                      |    |    |     |    |   |    |    |    |                                          |

### Содействие при создании
| Year | Single                                                                                | Album             |
| ---- | ------------------------------------------------------------------------------------- | ----------------- |
| 2011 | «Night Nurse» (Cascada featuring R.I.O.)                                              | Original Me       |
| 2012 | «Just 1 Click» (Iraj with Tony T. aka R.I.O. featuring Infaas, Markia & Indira Joshi) | Неальбомный сингл |

## Ремиксы
| Год  | Название / Interpret                                     | Дата релиза        |
| ---- | -------------------------------------------------------- | ------------------ |
| 2008 | «Cool» (R.I.O. Radio Edit) (Lowrida)                     | - 22 февраля 2008  |
| 2008 | «Children of the Sun» (R.I.O. Remix) (Yanou)             | - 27 мая 2008      |
| 2008 | «Turn the Tide» (R.I.O. Remix) (DJ Manian feat. Aila)    | - 26 сентября 2008 |
| 2009 | «Brighter Day» (R.I.O. Radio Edit) (Yanou)               | - 2 октября 2009   |
| 2011 | «Good Vibe» (R.I.O. Edit) (Good Vibe Crew feat. Cat)     | - 25 февраля 2011  |
| 2011 | «1234» (R.I.O. Remix) (Carlprit)                         | - 9 сентября 2011  |
| 2012 | «Rock This Club» (R.I.O. Remix) (King & White)           | - 27 апреля 2012   |
| 2012 | «Je Ne Sais Pas» (R.I.O. Video Edit) (Azuro feat. Elly)  | - 18 мая 2012      |
| 2012 | «My Life Is a Party» (R.I.O. Edit) (ItaloBrothers)       | - 27 июля 2012     |
| 2012 | «Supernova» (R.I.O. Radio Edit) (Miami Club feat. Nicci) | - 28 сентября 2012 |
| 2013 | «Tonight» (R.I.O. Radio Edit) (DJ Manian feat. Nicco)    | - 8 февраля 2013   |